# Newton, Tameside
Newton är en ort i distriktet Tameside, i grevskapet Greater Manchester, i England. Newton var en civil parish från 1866 till 1923 då den blev en del av Hyde. Denna civil parish hade 7 715 invånare år 1921.